# Paul Seltenhammer
Paul Seltenhammer (né le 18 septembre 1903 à Biedermannsdorf, mort le 17 juillet 1987 à Berlin) est un costumier et décorateur autrichien.

## Biographie
Paul Seltenhammer est élève de l'école des arts appliqués de Vienne, puis passe deux ans à l'école des arts appliqués de Berlin. À partir de 1927, il travaille comme graphiste pour différents clients. Il crée des affiches et des dessins publicitaires, fournit des créations de mode, participe à la conception de pièces de théâtre et de revues et travaille en tant que peintre.
Jusqu'en 1936, il travaille neuf ans dans ces domaines d'activité à Paris. Il collabore notamment avec le styliste français Roger Vivier pour la création de chaussures pour Mistinguett et Joséphine Baker,. Des voyages l'emmènent également aux États-Unis et à Berlin, où il s'installe provisoirement au début de 1937. Même à l'époque nazie, Seltenhammer se fait également un nom en tant que professeur à l'école du textile et de la mode de Berlin.
Paul Seltenhammer apparaît pour la première fois dans le cinéma en 1950. Au début, il fournit principalement des films de revues et d'époque, puis, pour le cinéma ouest-allemand de la période Adenauer, un cinéma de divertissement sans grande prétention. Au début des années 1960, Seltenhammer travaille pour un certain nombre de films autrichiens. Il dessine jusqu'en 1964, notamment des costumes pour des comédies avec Peter Alexander.
À la fin de sa vie, il travaille pour la télévision, notamment pour des épisodes de séries policières.

## Filmographie
- 1950 : Une fille du tonnerre (de)
- 1951 : Le Charme de Dolorès
- 1952 : Le Rêve multicolore (de)
- 1952 : Königin der Arena (de)
- 1953 : Fleur de Hawaï (de)
- 1954 : Geld aus der Luft
- 1956 : Mädchen mit schwachem Gedächtnis (de)
- 1959 : Nuit d'avant-première (de)
- 1959 : La Belle et l'Empereur
- 1959 : Nuits de Tanger (de)
- 1960 : La Profession de Madame Warren
- 1962 : La Chauve-Souris
- 1962 : La Douceur de vivre du comte Bobby
- 1962 : L'Oiseleur
- 1962 : Nuit de noces au paradis (Hochzeitsnacht im Paradies)
- 1962 : La Veuve joyeuse
- 1963 : Der Musterknabe (de)
- 1963 : La Marraine de Charley
- 1963 : Le Grand Jeu de l'amour (Das große Liebesspiel) d'Alfred Weidenmann
- 1963 : Le Dernier Alibi (Ein Alibi zerbricht)
- 1964 : Schwejks Flegeljahre (de)
- 1964 : La Chevauchée vers Santa Cruz
- 1964 : Hilfe, meine Braut klaut (de)
- 1964 : Pamela (TV)
- 1964 : Heirate mich, Chéri (de)
- 1964 : … und sowas muß um 8 ins Bett (de)
- 1966 : Bei Pfeiffers ist Ball (TV)
- 1966 : Escrocs d'honneur (Ganovenehre)
- 1967 : Les Corrompus
- 1967 : Im Ballhaus ist Musike - Ein Altberliner Tanzvergnügen (TV)
- 1968 : Babeck (de) (TV)
- 1969-1973 : Der Kommissar (série, 8 épisodes)
- 1970 : 11 Uhr 20 (de) (TV)
- 1977 : Tatort: Drei Schlingen (de) (TV)
- 1978 : Tatort: Rechnung mit einer Unbekannten (TV)
- 1978 : Tatort: Lockruf (de) (TV)